# Ятрышник мужской
Ятры́шник мужско́й (лат. Órchis máscula) — многолетнее травянистое растение; вид рода Ятрышник (Orchis) семейства Орхидные (Orchidaceae).

## Ботаническое описание

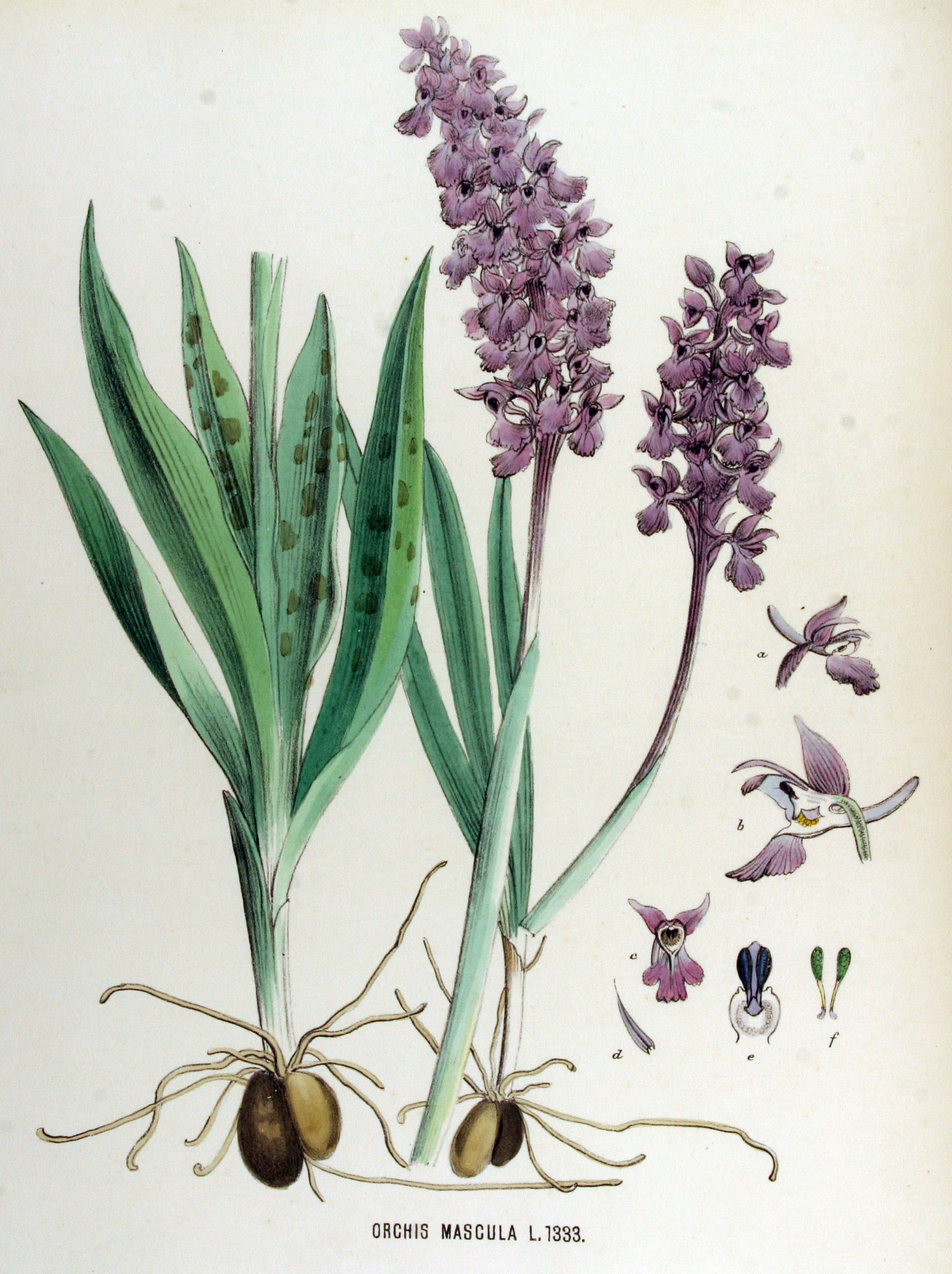
Ботаническая иллюстрация Жана Копса из книги «Flora Batava of Afbeelding en Beschrijving van Nederlandsche Gewassen, XVII. Deel.», 1877

Многолетнее травянистое клубневое растение высотой (10)20—50 см.
Подземный орган состоит из двух клубней: старого дряблого и молодого, сочного. Клубень широко-яйцевидный или почти шаровидный.
Стебель в нижней части с фиолетовыми пятнышками, реже без них.
Листья широколанцетные, к основанию суженные, к середине расширяющиеся, тупые или слегка заострённые, дугонервные, 7—14 см длиной, 15—35 мм шириной, с тёмно-пурпурными или фиолетовыми пятнами, сосредоточены в нижней части стебля, охватывают единичную стрелку. Выше их стебель с 1—2 охватывающими его листовидными влагалищами.
Цветки пурпуровые или бледно-фиолетовые, собраны в густой, многоцветковый, цилиндрический колос 6—18(20) см длиной, 4—4,5 см шириной, состоящий из 15—50 цветков. Наружные лепестки околоцветника превышают внутренние. Прицветники (4)7—25 мм длиной, равны завязи или длиннее, изредка немного короче её, лиловые, ланцетные, заострённые, с одной жилкой и реже нижние с тремя неясно выраженными жилками. Околоцветник состоит из шести лепестков. Наружные боковые лепестки околоцветника отогнутые, продолговато-яйцевидные или яйцевидно-ланцетные, заострённые или туповато-заострённые; средний — с тремя жилками, 8—10 мм длиной, 3—3,5 мм шириной. Внутренние лепестки околоцветника туповатые, с тремя жилками, немного короче среднего наружного. Нижний отличается величиной и окраской, образуя губу с горизонтальным или восходящим, на конце булавовидным, лиловым шпорцем 10—15 мм длиной. Губа в основании беловатая, с тёмно-пурпурными или фиолетовыми пятнышками, сверху с мельчайшими сосочками, широкоовальная, коротко-трёхлопастная, 7—12 мм длиной, между концами боковых лопастей 7,5—12 мм шириной, с широкими, косояйцевидными боковыми лопастями, средняя лопасть усечённая, полуквадратная, шире боковых, слегка выемчатая, иногда почти лопастная. Цветёт в июне — июле, на Украине — в апреле — мае.

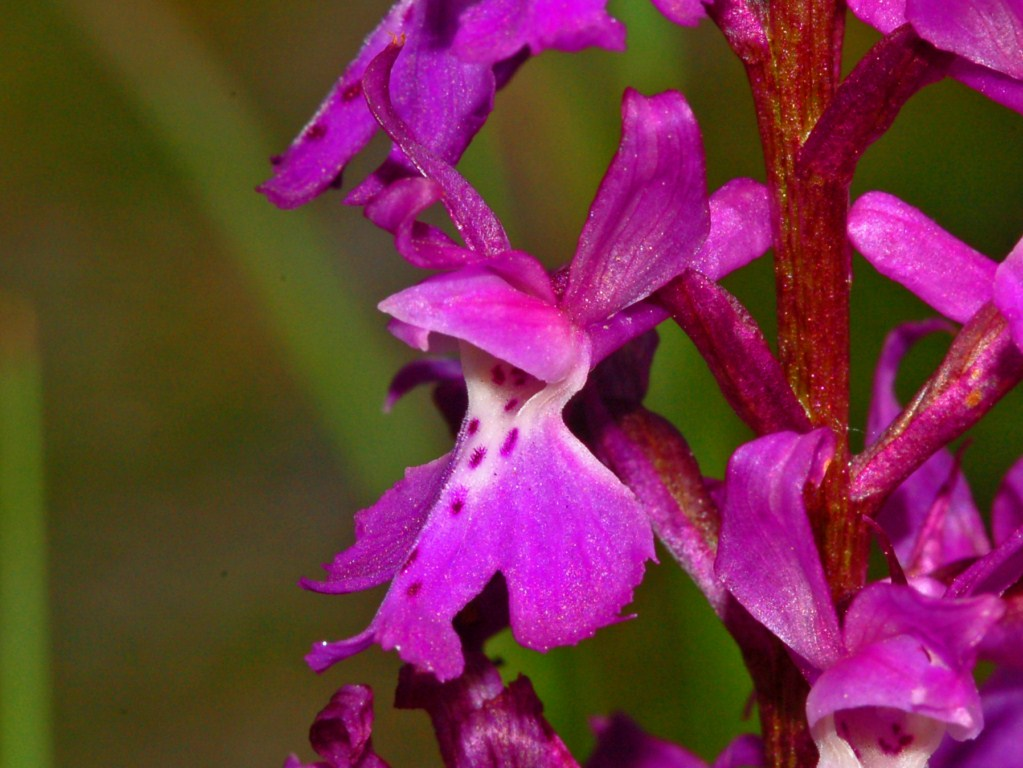
Цветок, Италия, природный парк Антола

## Распространение
Встречается в Европе (Дания, Финляндия, Ирландия, Норвегия, Швеция, Великобритания, Австрия, Бельгия, Чехословакия, Германия, Венгрия, Нидерланды, Польша, Швейцария, Албания, Болгария, Югославия, Греция, Италия, включая Сардинию и Сицилию, Румыния, Франция, включая Корсику, Португалия, Испания, включая Балеарские острова), в Азии (северо-западный Иран, северо-восточный Ирак, Ливан, Турция), Африке (Алжир, Марокко, на Канарском острове Пальма). На территории бывшего СССР растёт на Украине, на Кавказе, в Латвии, Литве, Эстонии и Белоруссии.
В России встречается в Курской,Тульской,Калужской, Липецкой, Брянской и Воронежской областях, в горном и южном Крыму и в республиках Северного Кавказа.
На Украине встречается в нижнем лесном поясе Карпат, в западной части правобережной лесостепи; на Кавказе — в нижнем и среднем горных поясах.
Растёт по лесным полянам, среди кустарников. Встречается редко.

## Охрана
Вид внесён в Красные книги России, Польши, Украины, Белоруссии, Латвии, Литвы, Эстонии, Осетии, Ингушетии, Дагестана.

## Подвиды
В пределах вида выделяются следующие подвиды:
- Orchis mascula subsp. ichnusae Corrias — Корсика, Сардиния.
- Orchis mascula subsp. laxifloriformis Rivas Goday & B.Rodr. — встречается от центральных Пиренеев до Марокко.
- Orchis mascula subsp. mascula
- Orchis mascula subsp. scopulorum (Summerh.) H.Sund. ex H.Kretzschmar, Eccarius & H.Dietr. — восточная часть Мадейры
- Orchis mascula subsp. speciosa (Mutel) Hegi — Ятрышник украшенный. Встречается в высокогорьях Карпат (в субальпийском, реже альпийском поясе и зоне криволесья) и в Крыму, а также в ряде стран Европы. Растёт на лугах, преимущественно на известковой почве. Цветки светло-фиолетовые, шпорец на конце округлый. Средняя лопасть губы удлинённая, на верхушке немного выемчатая, с зубчиком в выемке.

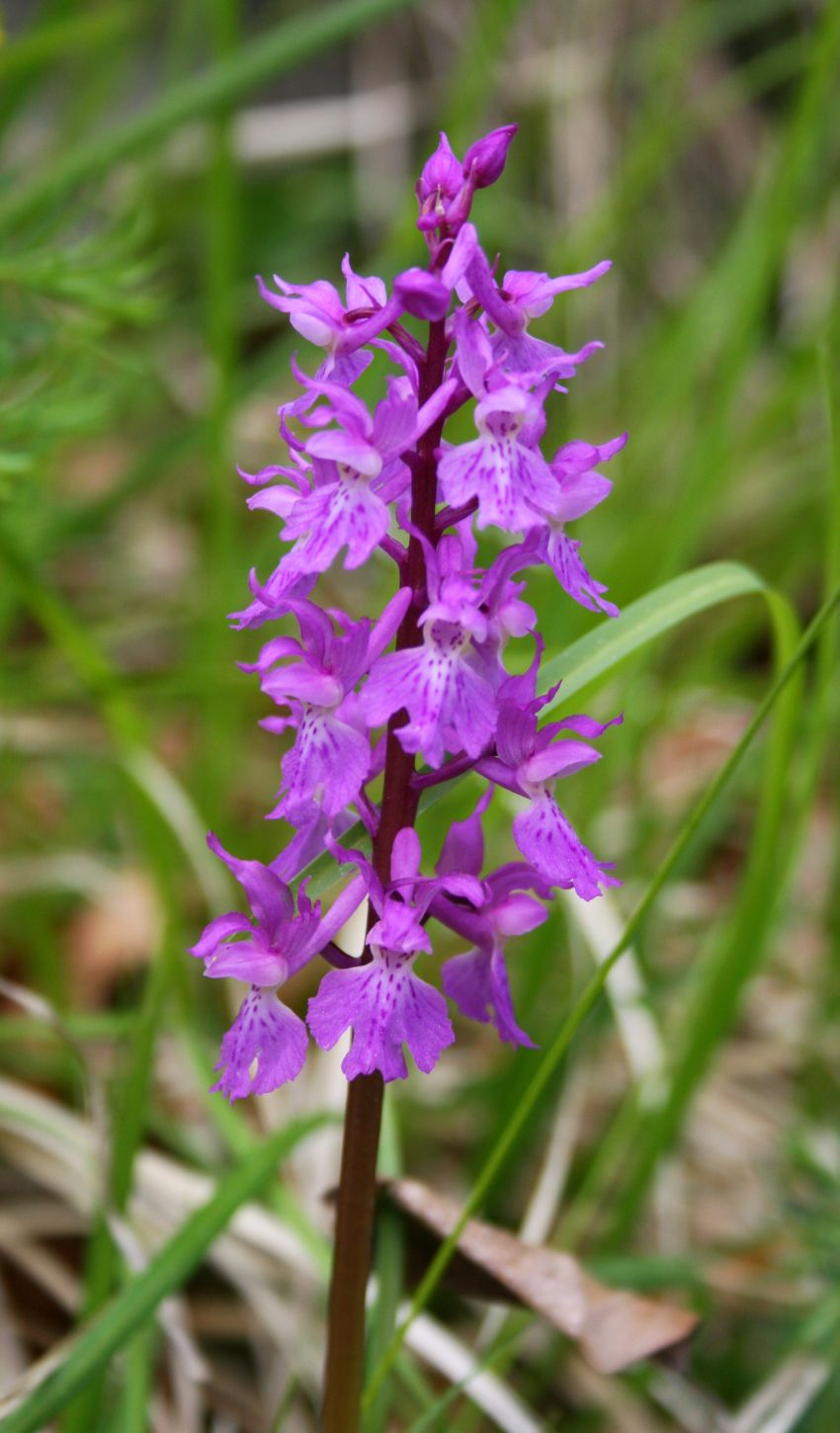
Ятрышник украшенный

## Практическое использование
Препараты из клубней обладают обволакивающим, противовоспалительным, тонизирующим, ранозаживляющим, активизирующим кроветворение действием. Напиток из клубней называется салеп. Салеп используется при отравлениях.
В народной медицине салеп используют при отравлениях, бронхите, воспалительных болезнях пищеварительного тракта, хроническом цистите, нервном истощении, общем упадке сил, импотенции, как противоопухолевое средство. Принимают салеп, разведённый в молоке, свежем фруктовом соке с добавлением мёда. В индийское медицине используется как мягчительное, вяжущее, общеукрепляющее, тонизирующее средство, при подагре, геморрое; на Кавказе — при отравлениях; в Шотландии — в сборах при детских болезнях, наружно при скрофулёзе, абсцессах; в Ираке — как мягчительное, при неврозах, диарее у детей.
Надземная часть проявляет антибактериальную активность.
В ветеринарии салеп используется как общеукрепляющее средство, при дизентерии, диарее, бесплодии.
Медонос. Декоративное растение. Клубни пригодны в пищу.